# Il commissario Cordier (serie televisiva 1992)
(Commissario Cordier - terza stagione, episodio 5)
Il commissario Cordier (Les Cordier, juge et flic) è una serie televisiva francese, creata da Alain Page. La serie è composta da 61 episodi della durata di 90 minuti, è andata in onda originariamente su TF1 tra il 1992 e il 2005. In Italia è stata trasmessa tra il 1996 e il 2007 da Rete 4.
La serie originale si è conclusa nel 2005 con l'uscita dal cast del personaggio di Bruno Cordier (interpretato da Bruno Madinier), figlio del commissario Pierre Cordier (Pierre Mondy). 
Una nuova serie di 12 episodi, il cui titolo francese è stato modificato (Commissaire Cordier) a differenza di quello italiano (Il commissario Cordier), è stata trasmessa in Francia tra il 2005 e il 2008 e in Italia tra il 2006 e il 2008.

## Trama
I Cordier, ovvero il padre Pierre commissario di polizia e il figlio Bruno giudice istruttore, lottano assieme contro il crimine di Parigi. Spesso le indagini coinvolgono anche gli altri membri della famiglia Cordier, ovvero la moglie Lucia, la figlia Myriam, giornalista, e in seguito la nipote Lara (figlia del fratello di Pierre) e la piccola Charlotte (figlia di Bruno avuta da una collega a sua insaputa). Oltre a loro, il commissario può contare su una schiera di collaboratori che ogni tanto cambiano: gli ispettori Dumàs e Lambèrt, i tenenti Brignàc e Portàl, le detective Caròl e Cecìle ed altri ancora. Durante le indagini, commissario e giudice devono anche affrontare problemi personali dovuti ai casi come alla vita privata, ingerenza dei media e lamentele dei superiori, oltre a scontrarsi sui rispettivi metodi.

## Personaggi e interpreti
- Pierre Mondy: Commissario Pierre Cordier.
- Bruno Madinier: Giudice Bruno Cordier, figlio di Pierre.
- Antonella Lualdi: Lucia Cordier, moglie di Pierre e madre di Bruno e Myriam.
- Charlotte Valandrey: Myriam Cordier, figlia di Pierre e Lucia, sorella di Bruno (1992-2001, 2006).
- Alicia Alonso: Myriam Cordier (1992, solo episodio pilota).
- Cassandre Manet: Lara Cordier, nipote di Pierre e Lucia, cugina di Bruno e Myriam (2001-2003).
- Laura Quintyn: Charlotte Cordier, figlia di Bruno, nipote di Pierre e Lucia (2003-2005).
- Julien Chatelet: Ispettore Antoine Portal (1994-2003).
- Manuela Servais: Dr. Manuela Verdier (1997-2003).
- Pierre-Arnaud Juin: Tenente Marc-Antoine Brignac (2000-2003).
- Stéphanie Vicat: Tenente Cécile Vignaud (2001-2003).
- Mario Pecqueur: Commissario Divisionale Henri Blondel (1997-2003).
- Carole Bouvier: Carole Maudiard (1997-2001).
- André Penvern: Procuratore Delorme (1992-2003).
- José Paul: Christian Lambert (1997-2001).
- Natacha Muller: Ispettore Pauline Martin (1992-1997).
- Karine Silla: Amélie Lecœur (1992-1998).
- Gérard Sergue: Commissario Jean-Marie Wagner (1992-1998).
- Estelle Caumartin: Charlotte (2002-2003).
- Luciano Travaglino: Peppino (1997-1999)
- Yvon Back: Dumas (1996-1997).

## Episodi
| Stagione            | Episodi | Prima TV Italia |
| ------------------- | ------- | --------------- |
| Pilota              | 1       | 1992            |
| Prima stagione      | 4       | 1994            |
| Seconda stagione    | 5       | 1995            |
| Terza stagione      | 5       | 1996            |
| Quarta stagione     | 8       | 1997            |
| Quinta stagione     | 3       | 1998            |
| Sesta stagione      | 5       | 1999            |
| Settima stagione    | 4       | 2000            |
| Ottava stagione     | 5       | 2001            |
| Nona stagione       | 4       | 2002            |
| Decima stagione     | 5       | 2003            |
| Undicesima stagione | 7       | 2004            |
| Dodicesima stagione | 5       | 2005            |